# Немецкий институт планеризма
Немецкий исследовательский институт планеризма (нем. Deutsche Forschungsanstalt für Segelflug, DFS; «Дойче Форшунгсанштальт фюр Зегельфлюг», ДФС) организовался в начале 1930-х годов на базе планерного общества «Рён-Росситтен гезельшафт», основанного в 1925 году в Вассеркуппе.
В 1939 году ДФС перевели в Дармштадт-Грисхейм, его директором назначили профессора Вальтера Георгии (Walter Georgii).
Институт планеризма включал в себя следующие отделы: метеорологический, отдел аэродинамики, приборный отдел, отдел проектирования планеров, а после присоединения к работам профессора А. Липпиша — ещё и отдел разработки бесхвостых летательных аппаратов.
Опытные образцы разработанных конструкций изготавливались в мастерских института в Дармштадте-Грисхейме и Айнринге, где находился основной филиал. Серийное производство осуществлялось на фирме «Гота» и других предприятиях.
Институт разработал очень удачный военный планёр DFS 230 (произведено более 1000 экземпляров).
Помимо работ по программе «Мистель» (составные самолеты), институт разработал несколько удачных проектов, включая мотопланер DFS 332, ракетопланер DFS 228 и сверхзвуковой разведчик/перехватчик «DFS-346» («Sibel-346», с двигателем Walter HWK-109-509В и проектной скоростью 2,6 М; на основе «Sibel-346» в СССР в ОКБ-2 были продолжены работы по достижению скорости звука «проект 346»).
Когда RLM приняло решение о срочной разработке пилотируемых одноразовых самолётов-снарядов, запускаемых с самолётов-носителей в воздухе (Fieseler Fi 103R Reichenberg), то координатором всех исследовательских и проектно-конструкторских работ по этому направлению был назначен директор DFS В. Георгии.